# 海霸龍屬
海霸龍屬（屬名：Thalassomedon）又名海統龍，是蛇頸龍目的一屬，是由Welles在1943年所命名。屬名在希臘文中意為「海洋中的統治者」。

## 簡介

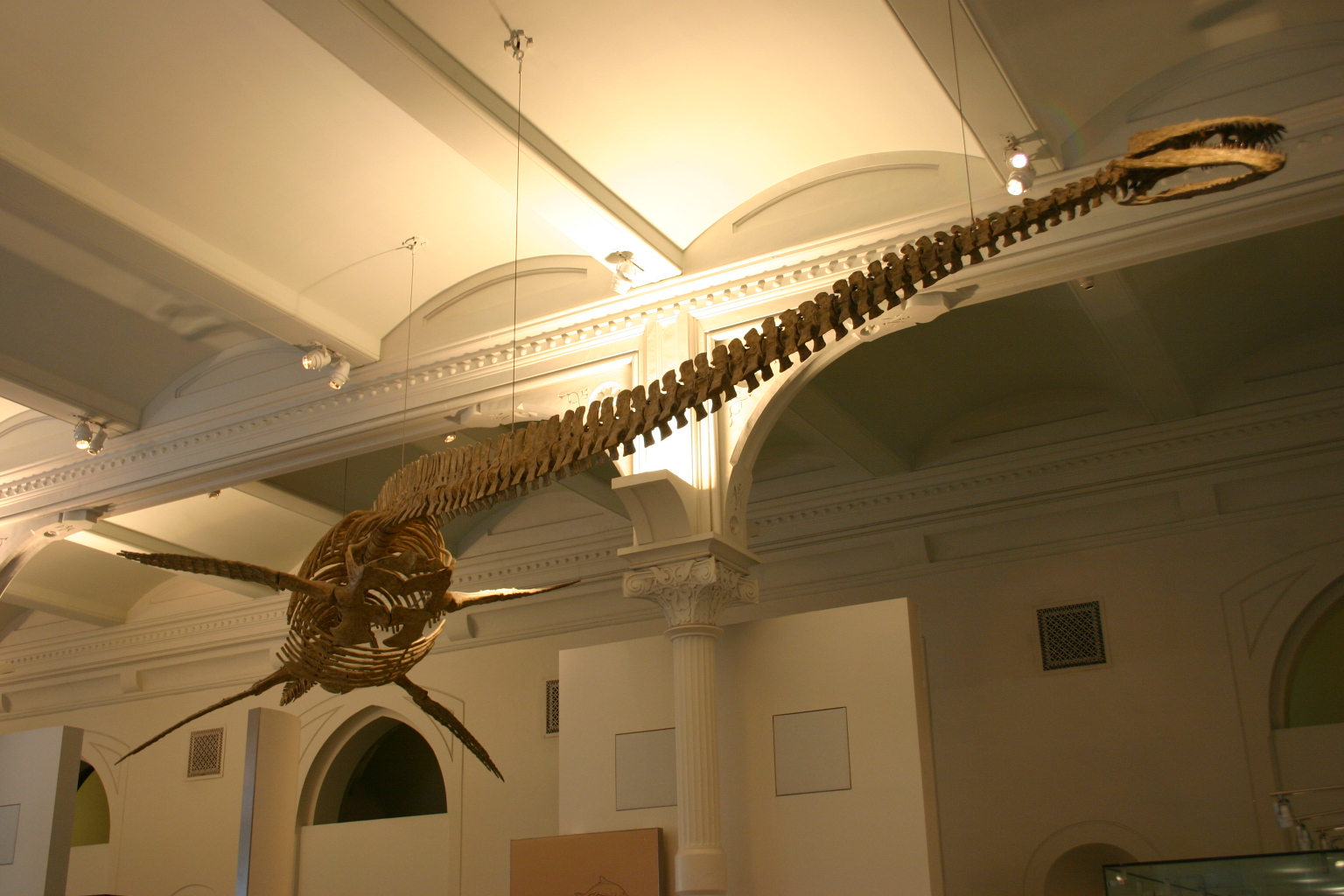
海霸龍的骨架模型

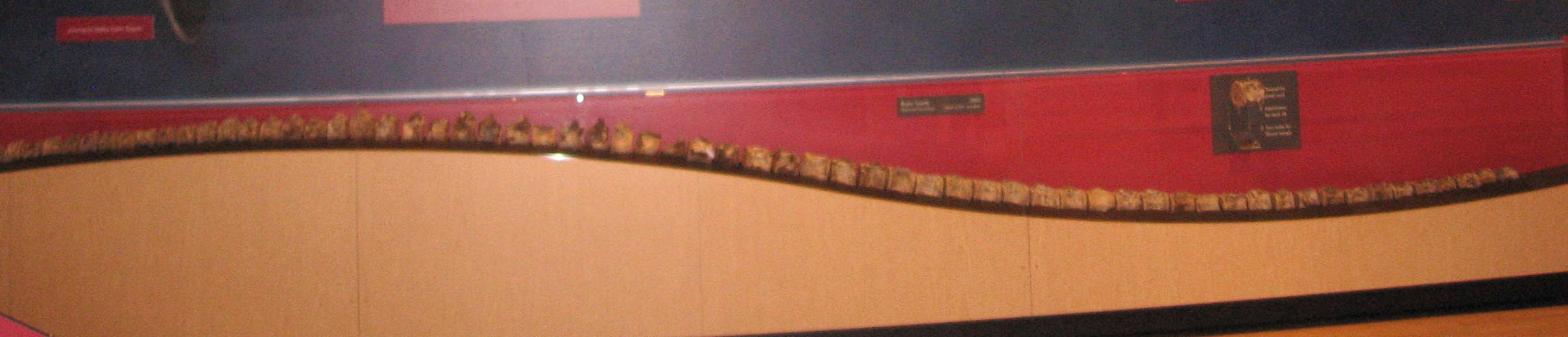
海霸龍的頸椎

海霸龍生存於9500萬年前的北美洲。化石發現於白堊紀晚期的森諾曼階。牠們的近親為薄板龍，都屬於薄板龍科。海霸龍的6個標本有不同程度的保存狀態，並在不同的美國地區博物館展示中。

## 生理結構
海霸龍身長12公尺，頸部有62個脊椎骨，長度約為6公尺，佔了身長的一半。頭顱骨長度為47公分，牙齒長度為5公分。鰭狀肢長度約1.5到2公尺。在胃部區域曾發現石頭，某些理論認為這些石頭是作為壓載物或是協助消化，當這些石頭隨者胃部動作而移動，可協助磨碎食物。

## 外部連結
- Outline
- The skeleton （页面存档备份，存于）
- About plesiosaurs （页面存档备份，存于）
- More of the skeleton （页面存档备份，存于）